# 布莱豹蛛
布莱豹蛛（学名：Pardosa bredula）为狼蛛科豹蛛属的动物。在中国大陆，分布于甘肃等地。该物种的模式产地在欧洲。